# Miyazaki Ichisada
Miyazaki Ichisada (japanisch 宮崎 市定; geboren 20. August 1901 in der Präfektur Nagano; gestorben 24. Mai 1995) war der führende japanische Historiker im 20. Jahrhundert, was China anbetrifft.

## Leben und Wirken
Miyazaki Ichisada machte 1925 seinen Abschluss an der Universität Kyōto im Fach Geschichte Ostasiens, wobei Naitō Torajirō und Kuwabara Jitsuzō (桑原 隲蔵; 1870–1931) seine Lehrer waren. Nach einer Zeit als Gymnasiallehrer wurde er 1935 Assistenzprofessor an seiner Alma Mater. Von 1936 bis 1938 hielt sich Miyazaki in Europa auf, wo er die Türkei, dann auch Syrien, Irak und Ägypten besuchte und nach seiner Rückkehr „Bosatsu banki“ (菩薩蛮記) – etwa „Bericht eines Bodhisattva-Südbarbaren“ veröffentlichte. Er promovierte 1944 an der Universität und wurde im selben Jahr Professor. 1945 konnte er „Kakyo“ (科挙) – „Beamtenprüfung [in China]“ veröffentlichen, bevor er eingezogen wurde.
Miyazaki lehrte an der Universität Kyōto bis 1965 und wurde dann als „Meiyo Kyōju“ verabschiedet.
Miyazakis wichtigste Arbeiten bezogen sich auf die Song-Dynastie (960–1279) und die darauf folgende Entwicklung einer absoluten Monarchie in China. 1958 wurde er für „Kyūhin kanjin-hō no kenkyū – Kakyo zenbshi“ (九品官人法の研究―科挙前史) – „Forschung zum Kyūhin-Beamtengesetz – die Geschichte vor Einführung der Beamtenprüfung“ mit dem Preis der Japanischen Akademie der Wissenschaften ausgezeichnet. 1989 wurde er als Person mit besonderen kulturellen Verdiensten geehrt.
Zu Miyazakis Publikationen gehört die „Geschichte Chinas“ (中国史; Chūgoku-shi), die von 1977 bis 1978 in zwei Bänden erschien, „Nazo no shichishitō“ (謎の七支刀) – „Rätsel des Siebenzweige-Schwerts“ und „Kodai Yamato chōtei“ (古代大和朝廷) – „Der Kaiserhof im alten Yamato-Japan“.